# Barbourofelidae
I barbourofelidi (Barbourofelidae) sono una famiglia estinta di mammiferi carnivori, vissuti nel Miocene (da 20 a 8 milioni di anni fa).

## "Gatti" di incerta classificazione
Generalmente questi predatori vengono considerati dai paleontologi come appartenenti alla famiglia di carnivori primitivi nota come nimravidi. Entrambe queste forme condividono alcune caratteristiche che superficialmente le fanno assomigliare ai felidi, in particolare alla ben note forme estinte conosciute come tigri dai denti a sciabola. I nimravidi, però, possiedono caratteristiche estremamente primitive e non sembrano strettamente imparentati con gatti e pantere, mentre recenti ricerche farebbero supporre una più vicina parentela tra i felidi e i barbourofelidi.

## Evoluzione
L'evoluzione e l'origine di questi animali sono ancora misteriose. Di certo si sa che le prime forme conosciute sono state rinvenute in terreni del Miocene inferiore dell'Africa (Afrosmilus, Ginsburgsmilus), ma i resti sono frammentari. La taglia di questi animali doveva essere già quella di un puma. Forme più note (Prosansanosmilus e Sansanosmilus) sono conosciute attraverso fossili più completi rinvenuti in Europa in epoca leggermente posteriore; visibile, in questo caso, l'aumento di dimensioni. I canini superiori, molto allungati, richiamano quelli dei nimravidi e delle successive tigri dai denti a sciabola. L'ultima forma nota, Barbourofelis del Miocene superiore del Nordamerica, mostra un impressionante sviluppo dei canini, i più lunghi mai rinvenuti in un mammifero carnivoro; anche la taglia corporea è gigantesca, raggiungendo le dimensioni di un orso. Alla fine del Miocene, probabilmente per mutamenti climatici o per competizione con predatori più efficienti, i barbourofelidi si estinsero completamente.

## Tassonomia
- Famiglia Barbourofelidae
  - Genere Prosansanosmilus
    - Prosansanosmilus peregrinus
    - Prosansanosmilus eggeri

  - Genere Sansanosmilus
    - Sansanosmilus palmidens

  - Genere Albanosmilus
    - Albanosmilus jourdani
    - Albanosmilus jourdani jourdani
    - Albanosmilus jourdani andresi

  - Genere Vampyrictis
    - Vampyrictis vipera

  - Genere Barbourofelis
    - Barbourofelis whitfordi
    - Barbourofelis vallesiensis
    - Barbourofelis lovei
    - Barbourofelis morrisi
    - Barbourofelis piveteaui
    - Barbourofelis fricki